# Walter Steffens (Komponist)

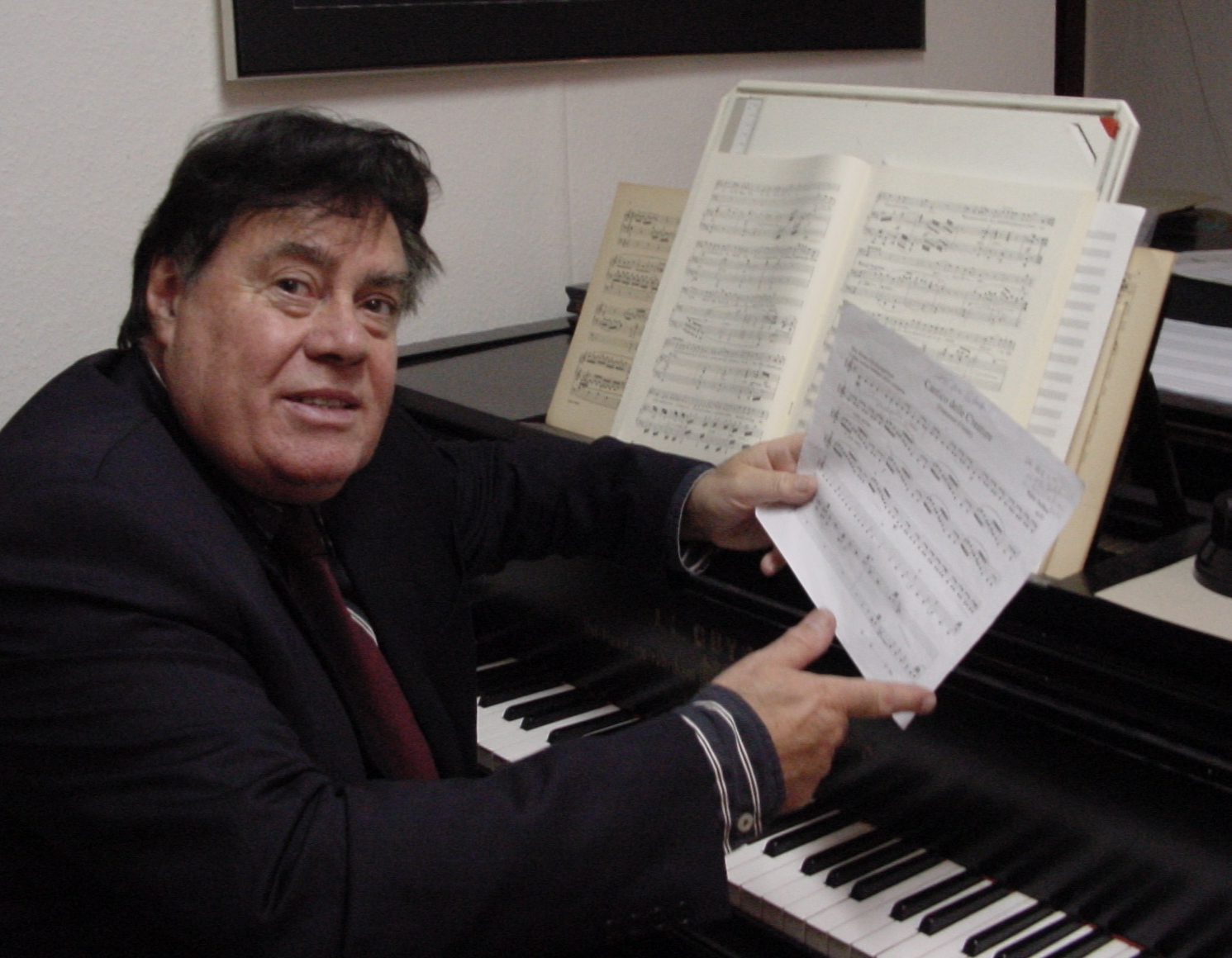
Walter Steffens (2005)

Walter Steffens (* 31. Oktober 1934 in Aachen) ist ein deutscher Komponist. Einen Schwerpunkt seines kompositorischen Schaffens bildet neben mehreren Opern die Musik nach Bildern.

## Leben
Aufgewachsen in Dortmund-Huckarde, bewältigte der Sohn eines Ingenieurs einen steinigen Weg zur Musik. Dem im Brückenbau tätigen Vater erschien eine „brotlose“ Künstlerkarriere alles andere als wünschenswert. Folge der zunehmenden Bombardierung des Ruhrgebietes im Zweiten Weltkrieg war für den Achtjährigen die Kinderlandverschickung ins badische Wollenberg und damit die Trennung von den Eltern und der Schwester. Das Kriegsende erlebte der Zehnjährige bei den Großeltern in Bad Pyrmont. Als die Familie wieder vereint war und das während des Krieges im Sauerland sicher verwahrte Klavier zurück ins Elternhaus kam, durfte der Junge den Vater beim Singen begleiten. Den ersten Musikunterricht erteilte ihm eine Nachbarin. Die Grundausbildung erhielt Steffens durch Musikdirektor Max Spindler in Dortmund, sie wurde ergänzt durch den Dirigierunterricht am Dortmunder Konservatorium bei Rolf Agop.
„Meinen Vater hatte ich jedoch erst überzeugt, als ich mein Abitur als Externer in Münster abgelegt und 1959 die Aufnahmeprüfung an der Hamburger Musikhochschule bestanden hatte“, erinnert sich Steffens. In Hamburg studierte Steffens bei Ernst Gernot Klussmann und dem Busoni-Schüler Philipp Jarnach Komposition, bei Wilhelm Maler Musiktheorie. Meilensteine der Karriere des Komponisten bedeuteten die Aufführungen seiner beiden ersten Opern. Eli nach dem Mysterienspiel von Nelly Sachs, 1967 von Wilhelm Schüchter uraufgeführt, war ein Auftragswerk der Stadt Dortmund zur Eröffnung des neuen Opernhauses. Es folgte Unter dem Milchwald nach Dylan Thomas, als letztes Auftragswerk unter der Intendanz von Rolf Liebermann 1973 an der Hamburger Staatsoper uraufgeführt. Eindrücke der Kindheit in den Kriegsjahren und die Trauer über Tod und Zerstörung verarbeitete Steffens in der Komposition Guernica, Elegie für Bratsche und Orchester nach dem Gemälde von Pablo Picasso.
Neben der kompositorischen Arbeit übte Walter Steffens eine langjährige Lehrtätigkeit aus, ab 1962 am Hamburger Konservatorium, dann seit 1969 zunächst als Dozent für Komposition und Tonsatz an der Hochschule für Musik Detmold, wo er von 1971 bis 2000 eine Professur für Komposition und Musiktheorie innehatte. Er lebt in Marienmünster, Kreis Höxter.

## Musikalisches Schaffen
„Es ist immer eine außermusikalische Anregung, die sehr stark in mir wirkt, stärker als die nur musikbezogene Empfindungsart“, beschreibt Steffens einen wesentlichen Impuls seines Schaffens. Immer wieder findet Steffens in der Dichtung Anregungen für seine kompositorische Arbeit, so bei Ingeborg Bachmann, Clemens Brentano, Federico García Lorca, Friedrich Hölderlin, Juan Ramón Jiménez, Ezra Pound oder Arthur Rimbaud. „Dem Text dienend und ihn musikalisch interpretierend, setze ich ihn in Töne“, kennzeichnet Steffens seine Art des Umgangs mit dem dichterischen Wort. Dabei empfinde er als Opernkomponist bildhaft und szenisch, er erzähle Geschichten. Bei Nelly Sachs war es zunächst das hohe Niveau der Sprache, das ihn faszinierte. Als er dann Eli als Hörspielfassung hörte, löste die Botschaft dieses Mysterienspiels vom Leiden der Juden tiefe Erschütterung bei ihm aus. Im Kontakt mit der Dichterin, die er in Stockholm besuchte, nahm Steffens selbst die Librettoeinrichtung vor. Dem Ernst des Themas angemessen ist die herbe, sich alles Kulinarische versagende Musiksprache dieses szenischen Oratoriums, das dem Text den gebührenden Stellenwert einräumt. In dem Buch Nelly Sachs zu Ehren berichtet Steffens über die Arbeit an der Oper.
Ein Anliegen des Komponisten Walter Steffens ist es, instrumenten- bzw. stimmengerecht zu schreiben. Er suche, sagt er, „die nicht verfremdeten Klänge von Instrumenten und der menschlichen Stimme in ihrer langjährig kultivierten Höchstform“. Mit einem eigenen, zwischen Tonalität und Atonalität vermittelnden Notensystem habe er für sich ein Gestaltungszentrum erschlossen, „das Klänge, Linien, Farben und Formen ermöglicht, die dem angemessenen Ausdruck sinnlich steigernd dienen“. Sein Stil habe sich von der atonalen Phase, als er die Oper Eli schrieb und „kein Lächeln ertragen konnte“, weiterentwickelt zu einer Tonsprache, die es ermögliche, Empfindungen mitzuteilen, sie „singbar zu machen“. Während die Auseinandersetzung mit dem Werk von Nelly Sachs die kompositorischen Ausdrucksmöglichkeiten vor allem um die dramatische Komponente erweiterte, verstand Steffens die zweite Oper Unter dem Milchwald als „Gelegenheit, mich innerhalb eines lyrischen Grundstiles auf die Gestaltung komischer Partien zu konzentrieren“.
Neben der Dichtung ist die bildende Kunst für Walter Steffens eine wichtige Quelle der Inspiration. Der Band Vom Klang der Bilder, erschienen zur ebenso betitelten Ausstellung in der Staatsgalerie Stuttgart vom 6. Juli bis 22. September 1985, enthält im Anhang ein Verzeichnis vertonter Gemälde. Unter den hier erwähnten Kunstwerken, die Steffens vertonte, sind Bilder von Hieronymus Bosch, Paul Klee, Franz Marc, Pablo Picasso und Jesús Rafael Soto.
Das Orchesterwerk Guernica nach dem Gemälde von Picasso stellt ein Beispiel dar für die Umsetzung der zeitlos gültigen Anklage gegen die Schrecken von Krieg und Gewalt in Musik. Am Anfang des Stückes macht ein aus der Stille heranwogendes Crescendo das bedrohliche Näherkommen des in die Partitur bildhaft eingearbeiteten Jagdbomberverbandes hörbar, bevor die Bratsche ein elegisches Thema intoniert. Wegen ihrer grafischen Qualitäten wurden Seiten der Partitur Guernica 1986 in die Ausstellung Linien, Briefe, Notationen der Städtischen Galerie Lüdenscheid aufgenommen. Die in die Partitur eingearbeiteten Abbildungen von JU 52-Bombern, verbunden mit der Forderung nach einem Klang von „äußerster Brutalität“, setzen zeichenhaft traumatische Erfahrungen ins Visuelle um. „Ich habe als Kind Bombenangriffe auf Dortmund erlebt, ich kenne das Summen schwerer Bomberverbände und den jähen Schrecken eines Tieffliegerangriffs. Ich kenne das Schreckenssymbol La muerte de Guernica von Pablo Picasso und das Gedicht La Victoire de Guernica von Paul Éluard. Ich versuche, das bewegende Geschehen in der Elegie für Bratsche und Orchester nachzuempfinden, Furcht, Schrecken und Trauer auszulösen und musikalisch zu gestalten. Das Leiden ist universell und die Zeiten übergreifend, und so verhalte ich mich pluralistisch: Alles, was mir stilhistorisch verfügbar ist, benutze ich mit dem einen Ziel, das Drama vom Schrecken, der Furcht, des Chaos, der Ausweglosigkeit, Trauer und Hoffnung zu erzählen“, schreibt Steffens im Nachwort zur Partitur.
Sie kenne keinen anderen Komponisten, der sich so intensiv mit dem Bereich der Bildvertonung auseinandergesetzt habe wie Walter Steffens, sagt die Musikwissenschaftlerin Monika Fink, die sich seit mehr als zwei Jahrzehnten mit Musik nach Bildern, dem Thema ihrer Dissertation, befasst. Unter Leitung von Monika Fink ist ein Projekt des Institutes für Musikwissenschaft der Universität Innsbruck der Erfassung von Musik nach Bildern gewidmet. In dieser Datenbank sind zahlreiche Werke von Steffens auch aus jüngerer Zeit aufgelistet, u. a. zu Bildern von Paul Klee, Pablo Picasso, Marc Chagall, Peter Paul Rubens, Rembrandt van Rijn, Jesús Rafael Soto, Emil Schumacher, Bernard Aubertin und Gerhard Richter (Mark Rothko).

## Schüler von Walter Steffens (chronologisch 1962–2000)
Hauptfach Komposition im Einzelunterricht
- Heiner Stadler
- Berthold Paul
- Wolfgang-Andreas Schultz
- Peter Ruzicka
- Prodip Roy
- Thomas Lefeldt
- Jens Isern
- Jörg-Peter Mittmann
- Stephan Storck
- Michael Wessel
- Friedrich Jaecker
- Michael Gees
- Ulrich Seidel
- Matthias Grimminger
- Klaus Hansen
- Hans-Josef Winkler
- Dirk Lötfering
- Peter Kosiol
- Hermann Josephs
- Siegfried Schmitt
- Rainer Padberg
- Ludwig Maurer
- Enrique Tarris
- Wilhelm Rodenberg
- Toshie Seo
- Sukkyong Shin (Yoon)
- Ju-Seub Lim
- Chung-Hwa Park
- Chung-Un Park
- Young-Nyeo Chung
- Suk Hee Cho
- Heyon-Suk Park
- Yong-Su Ju
- Hong-Seok Rhie

## Preise
- 1963: Bachpreis-Stipendium Hamburg
- 1966: Felix-Mendelssohn-Bartholdy-Preis
- 1969: Stipendium Cité Internationale des Arts Paris
- 1974: Mitglied der Freien Akademie der Künste in Hamburg
- 1977: Annette-von-Droste-Hülshoff-Preis
- 1977: Westfälischer Musikpreis/ Hans-Werner-Henze-Preis
- 1987 und 1989: Ehrengast Villa Massimo in Rom
- 2016: Vortragender Gast als „Bildvertoner“ in der Villa Romana Florenz,
  - Ehrengast und Composer in Residence

## Werke

### Bühnenwerke
- Eli, Oper in drei Akten (12 Bildern) nach der Dichtung von Nelly Sachs, Auftragswerk der Stadt Dortmund, Entstehung (E) 1964/66, Uraufführung (UA) 1967 (Dortmund).
- Under Milk Wood/Unter dem Milchwald (englische und deutsche Fassung), Oper in drei Akten nach dem gleichnamigen Spiel für Stimmen von Dylan Thomas in der deutschen Übersetzung von Erich Fried, Auftragswerk der Hamburgischen Staatsoper (Rolf Liebermann), E 1968/72, UA 1973, Hamburgische Staatsoper, zweite Aufführung zur documenta-Eröffnung, Kassel 1977.
- Grabbes Leben, Kammeroper in drei Akten, Libretto Peter Schütze, Auftragswerk des Landestheaters Detmold zum 150. Todestag von Christian Dietrich Grabbe, E 1983/85, konzertante Teilaufführung an der Hamburgischen Staatsoper 15. Mai 1986, UA 12. September 1986, Landestheater Detmold.
- Der Philosoph, komische Oper in einem Akt, Libretto Peter Schütze, Auftragswerk des Landestheaters Detmold, E 1987/88, UA 1990, Landestheater Detmold.
- Die Judenbuche, ein musikalisches Volksdrama in vier Akten (10 Bildern) nach der gleichnamigen Novelle von Annette von Droste-Hülshoff, Libretto Peter Schütze, Auftragskomposition, UA 1993, Opernhaus Dortmund, weitere Aufführung im Rahmen der Tage des Neuen Musiktheaters in Gelsenkirchen 1993.
- Der Winkelhannes, Kriminaloper für mobiles Musiktheater, Libretto Peter Schütze unter Mitarbeit von Volker Schrewe und Walter Steffens, E 2007/08.
- Two Cells in Sevilla, or: Don Quixote is hungry, Libretto Marec Béla Steffens (Sohn des Komponisten), UA November 2016 in Houston und Round Top/Texas, 2018 auf CD (Navona Records).

### Orchestermusik
- Botschaften an den Prinzen Jussuf für Orchester (auch Ballett), Variationen über ein Thema von Franz Marc an Else Lasker-Schüler, UA 1970, Radio Suisse Romande.
- Pintura del Mundo/Garten der Lüste, Orchesterkonzert (auch Ballett) nach einem Gemälde von Hieronymus Bosch, Auftragswerk anlässlich der Fünfzigjahrfeier der Universität Hamburg, E 1968, UA 1969 (NDR Hamburg).
- Triade, Konzert für Flöte und Kammerorchester, E 1970, UA 1971 Aachen, Martin Freyd, Flöte, Städtisches Orchester Aachen, Ltg. Wolfgang Trommer
- Tarec - Versuch eines Abschieds für großes Orchester, Auftragswerk des Südwestfunks Baden-Baden, E 1972, UA 1973 (Südwestfunkorchester).
- Guernica, Elegie für Bratsche und Orchester in reflektierender Annäherung an das Bild von Pablo Picasso, E 1974/78, UA 1979 Herford (NWD Philharmonie).
- Semiramis, Konzert für Sopranino-Blockflöte und Orchester (auch Ballett).
- Spotlights, Auftragswerk anlässlich der 400-Jahr-Feier des Engelbert-Kaempfer-Gymnasiums Lemgo, E 1983, UA 1983 Lemgo (Schulorchester).
- Moses für großes Orchester nach Marc Chagalls Moise devant le Buisson Ardent, Auftragswerk der Stadt Lüdenscheid, E 1988, UA 2. Dezember 1988 Lüdenscheid (Westfälisches Sinfonieorchester Recklinghausen).
- An Orpheus (Work in progress), zwölf Concertini für Soli und Orchester in unterschiedlicher Besetzung:

1. Kalliope und Oiagros für Kontrabass und Streichorchester, E 1990, UA Burgsteinfurt (Detmolder Kammerorchester) 2. Die Geburt des Orpheus, E 1995, UA 1995 Stralsund (Philharmonisches Orchester Vorpommern) 3. Der Tod des Aktäon nach Peter Paul Rubens, Auftragskomposition der Südwestfälischen Philharmonie anlässlich der Rubenspreisverleihung der Stadt Siegen an Rupprecht Geiger, E 1992, UA 1992 Siegen 4. Bacchanal nach Bildmotiven von P. P. Rubens (Gran-Partita-Besetzung), Auftragswerk anlässlich der 50-Jahr-Feier der Hochschule für Musik Detmold, E 1996, UA Detmold.
- Hiroshima, zwei Meditationen für Klavier und Orchester nach dem erweiterten Konzept von Spielstrategien (siehe Kammermusik), Auftrag zum 40-jährigen Bestehen des Detmolder Jugendorchesters, E 1993, UA 1994 Detmold.
- Exi für großes Orchester, Bildvertonung nach P. P. Rubens Wunder des Ignatius von Loyola, Auftrag der Südwestfälischen Philharmonie, E 1994, UA 1994 Siegen.
- Kerori, Bildvertonung auf den Kerori-Drachen Zwischen Himmel und Erde von Emil Schumacher anlässlich seines 85. Geburtstages, Auftragswerk des Philharmonischen Orchesters Hagen, E 1996, UA 1997.

### Kammermusik
- Streichquartett I (Ekstase), E 1961/69, UA 1969 (Hamburger Streichquartett 66).
- Hommage à Béla Bartók für Klarinette und Klavier, E 1964, UA 1964 Hamburg (Hans Deinzer, Peter Roggenkamp).
- Streichquartett II (Quartetto lirico), E 1962, UA 1963 (Hamann-Quartett).
- La femme-fleur für Flöte und Klavier nach einem Bild von Pablo Picasso, E 1966, UA 1966 Hamburg (Klaus Holle, Peter Roggenkamp).
- Hommage II, drei heitere Sätze für Klarinette und Klavier, E 1968, UA 1969 Hamburg (Hans Deinzer, Peter Roggenkamp).
- Kontroverse, multimediale Simultankomposition:

Für Soto für Gitarre, E 1970, UA 1972 Detmold (Bernard Hebb). Rose Ouest für Klarinette, E 1970, UA 1973 Köln (Hans-Dietrich Klaus). Structure de la Rose für Flöte, E 1970, UA 1976 Detmold (Benedikta Bonitz). Grande Rose für Oboe, E 1970, UA 1972 Detmold (Fumiaki Miyamoto). Plui de Feu/Feuerregen für Klavier Solo nach einer Feuergrafik von Bernard Aubertin, E 1970, UA 1970 Hamburg (Peter Roggenkamp). Rituelle Aktionen I für Schlagzeug, E 1971, UA 1984 Dortmund (Alfrid-Maria Sicking). Rituelle Aktionen II für Tonband mit strukturierten Baustellengeräuschen nach einer Bildidee von Hartmut Böhm, realisiert im Tonmeisterinstitut der NWD Musikakademie Detmold (Friedhelm Schulz und Steffen Seithel), nur als Simultankomposition aufführbar, E 1072, UA 1972 Detmold. Magisches Quadrat (strukturiertes Licht), nur simultan aufführbar, E 1973.
- Qua-cumque, Violinsolo nach dem Magischen Quadrat.
- Lumière rouge en cage/Rotes Licht gefangen, Trio für Flöte, Fagott und Cembalo nach Bildern von Bernard Aubertin und Hartmut Böhm, Auftragswerk des Trio concertare (Paul Meisen, Klaus Thunemann, Hedwig Bilgram), E 1973, UA 1973 Detmold.

Lumière für Flöte solo, UA 1974 Detmold (Paul Meisen). Lumière für Fagott solo, UA 1974 Detmold (Klaus Thunemann). Lumière für Cembalo solo.
- Lignes constructives für Cembalo solo nach Zeichen des chinesischen I Ging, E 1974, UA Bremen (Franzpeter Goebels).
- Sfumato, Konstruktion für zwei Ensembles nach einer bildnerischen Anregung von Harosch (Hans Robert Schmidt, Detmold) und Leonardo da Vinci, E 1973/74.
- Luna für variables Ensemble, vokal oder instrumental (auch solistisch), nach den Mondgezeiten, E 1973, UA 1982 Bremen (M. u. U. Wessel-Therhorn).
- Ming I/Verwundung des Hellen, Klavierquartett nach Gedichten von Elfriede Szpetecki und Nelly Sachs, E 1975, UA 1975 Herford (Gabriel Rosenberg, Peter Rosenberg, Reiner Schmidt, Marian Wasiolka).
- Psalm, Meditation für vier (bis 16) Kontrabässe, E 1976/78, UA 1980 Münster (M. Bonitz, H. Iwaki, E. Hemkemeyer, F. Krisse).
- Semiramis für Sopranino-Blockflöte und Klavier nach den Berichten von Ktesiasis und Herodot, E 1976/77, UA 1977 (Benedikta Bonitz, Gabriel Rosenberg).
- Spielstrategien für Klavier solo (evtl. Orgel, Cembalo), zwei Meditationen nach Fotografiken von Karl Martin Holzhäuser und Gottfried Jäger, E 1977, UA 1979 Detmold (Michael Wessel-Therhorn).
- Genesis I, Duo für Violine und Klavier nach dem Konzept der Spielstrategien, E 1979/80, UA 1980 Baden-Baden (Peter Rosenberg, Gabriel Rosenberg).
- Karamasow für Violoncello solo, E 1977/81, UA 1982 Detmold (Irene Güdel).
- Ad Fugam, ein Schluss zu Bachs Kunst der Fuge für Streicher und Solo-Klarinette, E 1980, UA 1980 Braunschweig (Festliche Tage für neue Kammermusik).
- Genesis II für Klavier, Violine, Klarinette, Violoncello und Schlagzeug, zu Motiven der Bernwardstür, Mariendom Hildesheim (Altes Testament: Erschaffung Adams bis Brudermord), nach dem Konzept der Spielstrategien, E 1982, UA 1982 Detmold (Ensemble Kontraste).
- Streichquartett III zu Motiven der Bernwardstür, Mariendom Hildesheim (Neues Testament: Noli me tangere bis Verkündigung), nach dem Konzept der Spielstrategien, E 1983.
- Friedensfanfare, Gebet für Frieden, Gerechtigkeit und Freiheit auf Anregung der Association Internationale de Defense des Artistes (AIDA), Themenzitat aus der Oper Die Judenbuche (siehe Bühnenwerke).
- Pater noster für Gitarre, E 1984.
- Ave Maria zart für Sopran-Blockflöte solo auf das Verkündigungsbild und auf das Heimsuchungsbild des Liesborner Meisters in der Pfarrkirche zu Beckum Vellern, E 1984, UA 1984 Vellern (Benedikta Bonitz).
- Sonata - Hommage à Scarlatti, E 1984, UA 1985 (Franzpeter Goebels, Cembalo).
- Sarahs Traumstündchen, sechs Stücke für Irische Harfe, E 1988/89:

Sarahs Traumstündchen, UA 1989 Coesfeld. Bloß nicht einschlafen. Bunte Klänge, UA 1989 Hannover. Die kleine Ballerina, UA 2006 Detmold. Hommage. Ballade, UA 2006 Detmold.
- Kalliope und Oiagros für Klarinette und Harfe, E 1990, UA 1990 Detmold (M. Grimminger, L. Weyer).
- Die Neuen Wilden:

1. Neger Banane Erdbeere nach dem gleichnamigen Bild von Dieter Truttenbach für Horn und Schlagzeug, E 1990, UA 1991 Nürnberg (Wilfried Krüger, Günter Brodmann). 2. Revue der Neuen Wilden für Hr., Schl, Klavier, VA., Vc.,Kb., E 1991, UA 1991 Berlin (Pegnitzschäfer-Klangkonzepte).
- Vier Aquarelle nach Paul Klee für Blockflöten soli, E 1991, UA 1991 Detmold (Benedikta Bonitz) anlässlich der Ausstellung „Paul Klee und die Musik“:

1. Musiker, für Tenorblockflöte. 2. Ballettszene, für Altblockflöte. 3. Kleine Landschaft in Regenstimmung, für Tenorblockflöte. 4. Ein Musiker praeludiert, für Sopranino-Blockflöte.
- Aquarelle nach Paul Klee für Altblockflöte und Fagott, E 1991:

1. Arabische Melodie, UA Jugend musiziert. 2. Mondlied.
- Das Hohelied nach Bildern von Marc Chagall für Violine und Kontrabass, Kompositionsauftrag, E 1993, UA 1993 Erzbischöfliches Diözesanmuseum Paderborn (Wanda Wilkormiska, Christoph Schmidt).

1. Leg mich wie ein Siegel auf dein Herz 2. Ich schlief, doch mein Herz war wach 3. Am Tag seiner Hochzeit 4. Zieh mich herüber zu dir, lass uns eilen 5. Wie schön bist du und wie reizend, du Liebe voller Wonnen.
- De bello paceque für Gitarre solo, Bildvertonung nach dem Gemälde Krieg und Frieden von Peter Paul Rubens, Auftragswerk zum Gedenken an 350 Jahre Westfälischer Frieden, E 1998, UA Westfälisches Musikfest, Westfälisches Landesmuseum Münster (Richard Pilkington).
- Erzählende Stille für Flöte solo, auf das Grabmal des Thebaners Nacht und seiner Gemahlin Taui, E 2001, UA 2001 Lübeck (Ele Grau):

1. Wasseropfer 2. Musikantinnen 3. Taui 4. Weinlese, Kelter, Jagd 5. Nacht und seine Frau Taui am Opfertisch.
- Ikonen für Klarinette solo, E 2004, UA 2004 Schloss Corvey (Michel Lethiec):

1. Die Verehrenden 2. Johannes (Der Engel im Fleische, Palästina 18. Jahrhundert) 3. Maria 4. Christus/Anbetung.
- Blumen für Klarinette solo:

1. Auf die ligurische Feldblume Campanella 2. Auf die Rosen vor meinem Fenster, UA 2004 (Michel Lethiec) 3. Sonnenblume 4. Hibiscus 5. Die Rose „Königin von Dänemark“ 6. Hypericum (Johanniskraut).
- Le rêve de la paix/Der Traum vom Frieden für Klarinette solo nach den Lithographien von Pablo Picasso, Werkauftrag des Kulturkreises Höxter-Corvey und des Graphikmuseums Pablo Picasso Münster, E 2005, UA 2005 Höxter, Münster (Michel Lethiec):

1. La Colombe en vol (Die Taube im Flug) 2. Les Mains liées (Verschränkte Hände) 3. Les Colombes au Miroir (Die Tauben im Spiegel).
- Erleuchtetes Dunkel für Violoncello und Klavier, musikalische Bildreflexion zu Rembrandt van Rijns Das Hundertguldenblatt anlässlich seines 400. Geburtstags, Werkauftrag der Stiftung Preußischer Kulturbesitz und des Kulturkreises Höxter-Corvey, E 2005, UA 2006 Schloss Corvey (Julian Arp/Violoncello, Caspar Frantz/Klavier).

### Vokalwerke
- Lieder der Tang-Zeit für Singstimme, Flöte, Klarinette, Klavier, E 1959/60, UA 1961 Hamburg (Meyer, Holle, Körner, Roggenkamp).
- Ein indisches Märchen für Orchester (auch Ballett) und Gesang in Anlehnung an Somavedas Märchen des Kathsaritsagars und an das Bild Das Tor zum verlassenen Garten von Paul Klee mit zwei Liedern nach Dichtung von Manfred Peter Hein.
- Symphonisches Fragment für großes Orchester, Männerchor und Altsolo nach Dichtung der Nelly Sachs (Sieh doch, sieh - Schlaf webt das Atemnetz - So ist's gesagt), E 1962.
- Epitaph auf Rimbaud für Kammerorchester und Alt nach Dichtung von Arthur Rimbaud und Gerhard Alt, Auftragswerk der Stadt Dortmund, E 1962, UA 1963 Dortmund (Magda Bien, Alt).
- Three Songs from Ezra Pound für Fl., Klar., Vl., Va., Vc. und Sopran, E 1960/61, UA 1961 Hamburg (H. Krützfeld, Sopran).
- Neue Gleichnisse für Sopran, Fl., Klar., Va. nach Dichtungen von Tadeuz Rózewicz, Manfred Peter Hein und Nelly Sachs, E 1967, UA 1967 Zamburg (H. Krützfeldt).
- Lieder zur Nacht für Streicher und Sopran.
- Oboen-Lieder für Oboe und Alt (Bass-Bariton) nach Dichtungen von Clemens Brentano und Juan Ramón Jiménez, E 1966, UA 1967 Hamburg (E. Gutsch, D. Reinhard).
- Magog - Psam - Threnos, drei Gesänge nach Dichtungen von Manfred Peter Hein, Ingeborg Bachmann und Ezra Pound für Singstimme und Klavier, E 1967, UA 1968 Hamburg (G.E. Meyer, P. Roggenkamp).
- Siguiriya für gem. Chor nach der Dichtung von F. Garcia Lorca in der deutschen Übersetzung von Enrique Beck, dem Bild Der Schrei von Edvard Munch nachempfunden, E 1968, UA 1969 (NDR Hamburg).
- Drei Szenen für Alt (Bass-Bariton) und Klavier auf Texte von Johannes Bobrowski, E 1969, UA 1969 Hamburg (D. Reinhard, P. Roggenkamp).
- Johannes-Prolog für gem. Chor, Sprechgruppen, hohe und tiefe Solostimmen, Fl., Ob. (auch EH), Klar. (auch B-Klar.) und Kontrabass, Auftragswerk für die Nordelbischen Tage Neue Kirchenmusik, E 1970/71, UA 1971 St. Nikolai Hamburg.
- Fenêtre de Rêves, Gesang nach einem Gedicht von Paul Éluard, E 1972.
- Johannes-Passion für Soli, Chor und Orchester, E 1970/71, UA Hamburg (Kantorei Poppenbüttel).
- Motetten (im Teilauftrag des ZDF):

Ave Maria für gem. Chor und Orgel nach einer Bildauswahl von Meinolf Fritzen, E 1981, UA 1982 (Mainzer Vokalensemble). Gott wohnt in einem Lichte für gem. Chor und Git., zusätzlich Kinderchor, E 1981, UA 1982 (Mainzer Vokalensemble). Gelobet seist du, Jesu Christ für a-cappella-Chöre. Im Frieden dein, o Herre mein, UA 1982 (ZDF). Nun bitten wir den Heiligen Geist, UA 1993 zur Eröffnung des Erzbischöfl. Diözesanmuseums (Ensemble Canta filia Rheda, Vocalensemble Detmold). Singet dem Herrn ein neues Lied, E 1984. Dank sei dir, Vater, E 1984. Du bist der Heilige Herr (Gebet des hl. Franziskus), E 1984.
- Veni, Creator Spiritus für Klavier und gem. Chor, E 1981.
- Pater Noster für gem. Chor, Sopran-Solo, Sopranino-Blockflöte und Orchester (Kammerbesetzung), E 1984, UA 1984 (ZDF, Teilsendung).
- Völker der Erde für dram. Mezzosopran (Alt) und Klavier, fünf Lieder zum Frieden, E 1959/60/69/85.

Bertolt Brecht: Morgens und abends, UA 1997 Brakel (Silvia Hablowetz, Dirk Kaftan). Johannes Bobrowski: Vogelnest. Liun Dsung-Yüan: Heimweh. Nelly Sachs: Völker der Erde, UA 1997 Brakel (Silvia Hablowetz, Dirk Kaftan). Der 120. Psalm, UA 1985 Opernhaus Dortmund anlässlich der Nelly-Sachs-Preisverleihung an Nadine Gordimer (Ingeborg Ruß, Gabriel Rosenberg).
- Das Lied der Lieder nach den Bildern von Marc Chagall und ihren biblischen Textvorlagen für 9-stg. gem. Chor, Chorprolog Höre, Israel im Auftrag des Erzbischöfl. Diözesanmuseums Paderborn anlässlich des Monteverdi-Festivals in Detmold, E 1993, UA 1993 Paderborn.
- Klagegestein nach Gedichten von Else Lasker-Schüler für Harfe und 9-stg. Frauenchor, E 1993, UA 1997 Brakel (Canta filia, Tabita Nicolas/Harfe):

Mein Lied. Ein alter Tibetteppich. Mein Volk. Zebaoth.
- Stabat mater für 9-stg. Frauenchor, Auftrag des Ensembles Canta filia Rheda anlässlich des internationalen Chorwettbewerbs in Riva del Garda, E 1993, UA 1994 Paderborn (Teilvoraufführungen in Rheda und Riva del Garda):

Graduale und Tractus auf eine westfälische Kreuzigungsgruppe auf dem Friedhof von St. Vit, Rheda-Wiedenbrück. Sequentia auf eine ligurische Madonna.
- Orpheus, Eurydike, Hermes für Mezzosopran und Klavier auf Dichtung von Rainer Maria Rilke aus Neue Gedichte, Auftragswerk des WDR, E 1996, UA 1997 Siegen (Katharina Kammerloher/Mezzosopran, Cecilia Nagy/Klavier).
- Mondesaufgang für Klavier und Gesang (auch für Violoncello und Gitarre) nach der gleichnamigen Dichtung von Annette von Droste-Hülshoff, E 2004, UA 2004 Corvey (Volker Schrewe/Bassbariton, Michael Seewann, Klavier).
- Drei Droste-Lieder für Gesang und Klavier als Geschenk an die Dichterin zum Gedenken ihres 200. Geburtstages, E 1997, UA 1997 Brakel im Rahmen des Festkonzertes Annette von Droste-Hülshoff zu Ehren (Silvia Hablowetz, Dirk Kaftan):

Der Weiher. Blumentod (Wie sind meine Finger so grün). Das Schilf.
- Die Sonne tönt für gem. Chor und Kinderchor nach Johann Wolfgang von Goethes Prolog im Himmel/Faust I, im Auftrag des Philharmonischen Chores Lippe, E 1997, UA 1997 anlässlich des Internationalen Chorfestivals Lippe.
- Te Deum für Soprano, Alto, Tenore I, Tenore II, Basso. Auftragskomposition zum 350. Gedenkjahr an den Westfälischen Frieden, E 1997, UA 1998 (ColVoc Detmold/Leipzig).
- Asperges me (Besprenge mich) für 9-stg. Frauenchor a cappella, E 1998, UA 1999 Abtei Marienmünster (Canta filia).
- Rosenzyklus für Sopran und Flöte.
- Cantico della Creatura - Sonnengesang des Francesco d'Assisi für Gesang und Glockenspiel (auch für Sopran und Altflöte), Kompositionsauftrag der Gesellschaft der Musikfreunde der Abtei Marienmünster, E 2002, UA 2002 Museumsnacht Paderborn (Hans Hermann Jansen).
- Iustus ut palma florebit, Kompositionsauftrag der Gesellschaft der Musikfreunde der Abtei Marienmünster für das Ensemble Col/Voc, E 2003.
- Aus den Liedern des betrunkenen Schuhus nach Dichtung von Peter Hille für tiefe Stimme und Klavier, E 2004, UA 2004 Frankfurter Buchmesse (Volker Schrewe, Michael Seewann).

1. Was die Gelehrten reden, ist nur Kohl. 2. Des Urwalds Riesen splittern.
- Und dennoch hat dies Herz geglüht, zwei Gesänge auf Dichtung von Annette von Droste-Hülshoff anlässlich der 75-Jahr-Feier der Droste-Gesellschaft, UA 2004 Bökerhof (Katharina Michaelli/Sopran, Ulrich Zippelius/Klavier).

1. Die Taxuswand 2. Am letzten Tag des Jahres.
- Waldstimme nach dem gleichnamigen Gedicht von Peter Hille für tiefe Stimme und Klavier, E 2004, UA 2004 Frankfurter Buchmesse (Volker Schrewe, Michael Seewann).
- Der arme Schneider nach Dichtung von Georg Weerth, E. 2005, UA 2005 Potsdam (Volker Schrewe, Michael Seewann).
- Hungerlied nach Dichtung von Georg Weerth, E 2005, UA 2005 Potsdam (Volker Schrewe, Michael Seewann).
- Anrufung - Civitatem istam (Behüte diese Stadt) nach der Inschrift am karolingischen Westwerk der Abteikirche Corvey für Chor, Orchester und Bariton-Solo, Kompositionsauftrag des Kulturkreises Höxter-Corvey, E 2005, UA 2005 Schloss Corvey (Solist Volker Schrewe).
- Gesänge auf Hölderlin für Gesangstimme und Klavier, E 2008, 2018 auf CD (Navona Records; mit seiner Kammeroper „Two Cells in Sevilla“; Sonja Bruzauskas, Tali Morgulis).

### Werke für Orgel
- Es ist vollbracht, Passacaglia aus der Johannes-Passion (siehe Vokalwerke), UA Zsigmont Szathmáry.
- Orgelsymphonie Le Cantique des Cantiques, musikalische Bildreflexionen zum Hohenlied nach dem Bildzyklus von Marc Chagall, Gesamturaufführung 2004 Mariendom Hamburg (Friedhelm Flamme).

Prolog: Höre, Israel (Mose 5.6, 4-9) 1. Nordwind erwache! Südwind herbei! (Hoheslied 4.16) 2. Ich schlafe, aber mein Herz wacht (HL 5.2) 3. Am Tage seiner Hochzeit (HL 3.11) 4. Zieh mich mit dir, jauchzen wir und jubeln (HL 1.4) 5. Stark wie der Tod ist die Liebe (HL 8.6).

## Aufnahmen
- Guernica and Other Paintings (Siguiriya, Pintura del Mundo und die Orgelsymphonie Le Cantique des Cantiques, http://www.laborrecords.com/lab7084.html).
- Structure de la Rose auf CD (Benedikta Bonitz: Il flauto dolce, Arcadia).
- Rosen-Zyklus auf CD (Trio Cantraiano: So wie der Rauch des Fujiyama..., http://www.traurigetropen.de).
- Hommage à Scarlatti in der Reihe Music of Tribute (Viktoria Lakissowa: Scarlatti, http://www.laborrecords.com).
- Sonnengesang auf CD (Trio Cantraiano: Sonnengesänge, audiomax).
- Für Soto auf CD (Bernard Hebb: dedications, vision4media).